# 697
El 697 (DCXCVII) fou un any comú començat en dilluns del calendari julià.

## Esdeveniments
- Pauluci Anafest (possiblement la mateixa persona que l'exarca Pau) és escollit primer dux de Venècia.
- Comença el regnat de Mercurios a Makuria.